# Kasia Ballou
Kasia Ballou (Cat Ballou) – western komediowy z 1965, w reżyserii Elliota Silversteina na podstawie powieści Roya Chanslora. W rolach głównych wystąpili Jane Fonda i Lee Marvin, który za rolę w tym filmie otrzymał Oscara dla najlepszego aktora pierwszoplanowego.

## Obsada
- Jane Fonda jako Kasia Ballou
- Lee Marvin jako Kid Shelleen i Tim Strawn
- Michael Callan jako Clay Boone
- Dwayne Hickman jako Jed
- Nat King Cole jako The Sunrise Kid
- Stubby Kaye jako Professor Sam the Shade

(Cole i Kaye, w napisach końcowych określeni jako „Krzykacze”, na zmianę prowadzą narrację opowieści wersami „Ballady Kasi Ballou”)
- Tom Nardini jako Jakson Dwa-Niedźwiedzie
- John Marley jako Frankie Ballou
- Reginald Denny jako Sir Harry Percival
- Arthur Hunnicutt jako Butch Cassidy
- Jay C. Flippen jako Szeryf Cardigan

## Nagrody i nominacje
Nagroda Akademii Filmowej
- Oscar dla najlepszego aktora pierwszoplanowego – Lee Marvin
- Oscar za najlepszy scenariusz adaptowany – Frank Pierson, Walter Newman (nominacja)
- Oscar za najlepszą muzykę filmową - Frank De Vol (nominacja)
- Oscar za najlepszą piosenkę oryginalną – The Ballad of Cat Ballou, muz. Jerry Livingston, sł. Mack David (nominacja)
- Oscar za najlepszy montaż – Charles Nelson (nominacja)

Złoty Glob
- Złoty Glob dla najlepszego aktora w filmie komediowym lub musicalu – Lee Marvin
- Złoty Glob za najlepszy film komediowy lub musical (nominacja)
- Złoty Glob dla najlepszej aktorki w filmie komediowym lub musicalu – Jane Fonda (nominacja)
- Złoty Glob za najlepszą piosenkę – The Ballad of Cat Ballou, muz. Jerry Livingston, sł. Mack David (nominacja)
- Złoty Glob dla najbardziej obiecującego nowego aktora – Tom Nardini (nominacja)

Międzynarodowy Festiwal Filmowy w Berlinie
- Nagroda Młodych – Elliot Silverstein
- Srebrny Niedźwiedź dla najlepszego aktora – Lee Marvin
- Złoty Niedźwiedź – Elliot Silverstein (nominacja)

BAFTA
- Nagroda BAFTA dla najlepszego zagranicznego aktora pierwszoplanowego – Lee Marvin
- Nagroda BAFTA dla najbardziej obiecująceo pierwszoplanowego debiutu aktorskiego – Tom Nardini (nominacja)
- Nagroda BAFTA dla najlepszej zagranicznej aktorki pierwszoplanowej – Jane Fonda (nominacja)

Amerykańska Gildia Reżyserów Filmowych
- Najlepsze osiągnięcie reżyserskie w filmie fabularnym – Elliot Silverstein (nominacja)

Amerykańska Gildia Scenarzystów Filmowych
- Najlepszy scenariusz komedii – Frank Pierson, Walter Newman (nominacja)